# Bloodshy & Avant
Bloodshy & Avant är en svensk musikproducerande duo som består av Christian Karlsson och Pontus Winnberg. De skrev och producerade Britney Spears hit "Toxic" som vann en Grammy för "Best Dance Recording" och blev en av världens bäst säljande singlar under 2004.

## Historik

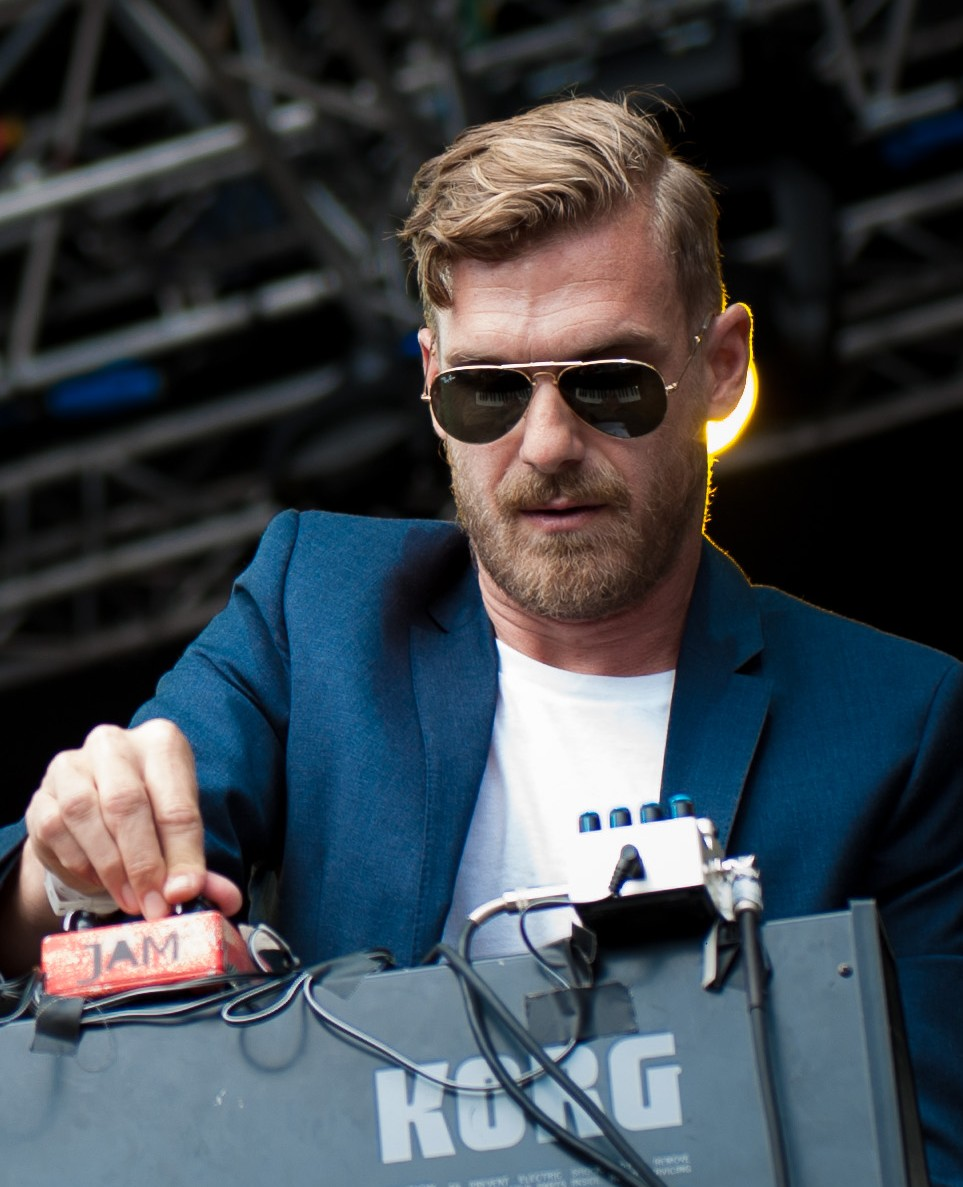
Pontus Winnberg (Avant) på scen med sidoprojektet Amason på Way Out West 2013.

Christian Karlsson och Pontus Winnberg har sin inspelningsstudio i Bangkok, men bor i Stockholm.[källa behövs]
Pontus Winnberg är uppväxt med klassisk musik. Hans far, Lennart Winnberg, var föreläsare i musikteori vid Högskolan för scen och musik vid Göteborgs universitet.
När Christian Karlsson var sju år gammal samlade han på bildskivor och som tonåring började han spela gitarr och sjunga i olika punkband. Ett av banden hette "Sunnanvind" och hade Asta Kask som inspiration. När han var 16 år gammal kom han med i "Goldmine" och det var då han träffade Pontus Winnberg för första gången. Winnberg var då med i bandet "Solomon". Samtidigt gick det bättre och bättre för Karlssons band "Goldmine". När The Fugees spelade på Gino i Stockholm 1996 var "Goldmine" förband. Efter sitt andra album upplöstes bandet och gruppens sångerska, Claudia "Deetah" Ogalde, satsade på en solokarriär. Christian Karlsson följde med henne som producent. Deetah fick internationellt kontrakt med London Records. Låtar från albumet Deadly Cha Cha från 1998, som nästan helt var producerat av Karlsson, dök upp på hitsamlingar och i skräckfilmen Jag vet fortfarande vad du gjorde förra sommaren, men det stora genombrottet för Deetah uteblev.
Christian Karlsson gjorde tre remixar för Jay-Zs "A Hard Knock Life" och började bli känd som Bloodshy. Han började använda namnet när han var 14 år. Namnet kommer sheriffen ur Disneyfilmen Hot Lead and Cold Feet. När fler ville ha låtar av honom kontaktade han Pontus Winnberg. De första de gjorde tillsammans var en remix för Morcheeba. Den första egna låt de skrev som blev framgångsrik var Christina Milians "AM To PM" från 2001.
Bloodshy & Avant, tillsammans med Henrik Jonback, började 2003 att arbeta med Britney Spears på hennes fjärde studioalbum In the Zone. De fick en stor hitsingel med låten "Toxic" som även vann en Grammy. De har också producerat titellåten för realityserien Britney & Kevin: Chaotic. Efter succén med "Toxic" ville Britney att duon skulle producera hennes cover av Bobby Browns "My Prerogative" och "Do Somethin'" för hennes album Greatest Hits: My Prerogative. 2007 producerade de "Radar", "Freakshow", "Toy Soldier" och hitsingeln "Piece of Me" för hennes femte studioalbum, Blackout.
Duon skrev och producerade "How High" och "Like It Or Not" för Madonna för hennes album Confessions on a Dance Floor. Albumet var en internationell succé. De remixade också Utada Hikarus europeiska debutsingel "You Make Me Want to Be a Man" och skrev "Buddha's Delight" för filmen Music and Lyrics med Hugh Grant och Drew Barrymore.
2007 skrev och producerade Bloodshy & Avant "Nu-di-ty" och "Speakerphone" för Kylie Minogues tionde studioalbum X. Duon producerade också låtarna "Young And In Love", "See My Side" och "Shy Boy" för American Idolvinnaren Jordin Sparks
2007 bildade de gruppen Miike Snow tillsammans med Andrew Wyatt.
2008 började de arbeta med Britney Spears för hennes sjätte studioalbum Circus och Ciara för hennes tredje studioalbum Fantasy Ride.
Vid sidan om spelar Winnberg i bandet Amason och Karlsson är en del av duon Galantis.

## Priser och utmärkelser
- ASCAP Award - Most Performed Song - "Toxic" - 2005
- ASCAP Award - "Toxic" - 2004
- Grammy Award - Best Dance Recording - "Toxic" - 2005
- Ivor Novello Awards - Performing Right Society (PRS) Most Performed Work - "Toxic" - 2005
- Sveriges regering - Musikexportpriset för 2007
- SMFF Award - 2006

## Diskografi

### 2009
Från Ciaras "Fantasy Ride"
- TBA

### 2008
Från Maroon 5s "Call And Response: The Remix Album"
- "Little Of Your Time"

Från BoAs "Look Who's Talking"
- TBA

Från Britney Spears "Circus"
- "Unusual You"
- "Radar" (medproducerad av The Clutch) (US #7, SWE #8)
- "Phonography" (Europeisk/Deluxe Edition bonus track)
- "Trouble" (iTunes Pre-order bonus track)

Från Dangerous Muse's "Dangerous Muse"
- "Homewrecker"
- "I Want It All"

Från Crystal Kays "Color Change!"
- "It's A Crime"

Från Sean Garretts "Turbo 919"
- "Turbo 919"

Från Leon Jean Maries "Bent out of shape"
- "You Must Know"
- "Bring It On"
- "Fair"
- "East End Blues"
- "Jumpin Off the Block"

### 2007
Från Britney Spears' "Blackout"
- "Piece of Me" (UK #2, WW #6, US #18) 3 VMA
- "Piece of Me" [Böz O Lö Remix]  (US club play #1, WW club play #4)
- "Radar" (medprocuerad av The Clutch) (US #7, SWE #8)
- "Freakshow"
- "Toy Soldier"

Från Jennifer Lopez' "Brave"
- "Brave"
- "Brave" [Bloodshy Radio Edit]

Från Jordin Sparks
- "See My Side"
- "Shy Boy"
- "Young And In Love"

Från Kevin Michael
- "We All Want The Same Thing" feat Lupe Fiasco
- "Hoodbuzzin"

Från Kylie Minogues "X"
- "Nu-di-ty"
- "Speakerphone"
- "No More Rain"
- "Cherry Bomb" (b-sida för "Wow" och "In My Arms")

### 2006
Från Kelis "Kelis Was Here"
- "Fire" feat. Spragga Benz

Från Natalie Alvarados "Everything New"
- "Dance With Me"

Från Belindas "Utopía"
- "Good Good"

### 2005
Från Britney Spears "Chaotic"
- "Mona Lisa"
- "Chaotic"

Från Brooke Valentines "Chain Letter"
- "Blah-Blah-Blah" Feat Ol dirty bastard
- "American Girl"
- "Thrill of the Chase"

Från Madonnas "Confessions on a Dance Floor"
- "How High"
- "Like It Or Not"

Från Rob Thomas "...Something To Be"
- "This Is How a Heart Breaks"

Från Utada Hikaru
- "You Make Me Want To Be A Man" [Remix]

### 2004
Från Britney Spears "Greatest Hits: My Prerogative"
- "My Prerogative" (UK #3, WW #4, US #101)
- "Do Somethin'" (UK #6, WW #13, US #100)
- "I've Just Begun (Having My Fun)"

Från Christina Milians "It's About Time"
- "I Need More"

Från Ms. Dynamites "Judgement Days"
- "Not Today" (#7 UK)
- "Shavaar" (#7 UK)

### 2003
Från Britney Spears "In The Zone"
- "Me Against the Music" [Bloodshy & Avant's Dubbie Style Remix feat. Madonna] (WW #1, UK #2, US #35)
- "Me Against the Music" [Bloodshy & Avant's Chix Mix] (US club play #1)
- "Toxic" (WW #1, UK #1, US #9)  Grammy award vinnare
- "Toxic" [Bloodshy & Avant's Intoxicated Remix] (US club play #1)
- "Showdown"

Från Rachel Stevens "Funky Dory"
- "Sweet Dreams My LA Ex" (UK #2)
- "Glide"

### 2002
Från Christina Milians Christina Milian
- "AM To PM"  (#3 UK, #27 US)
- "When You Look At Me" (#3 UK)
- "You Make Me Laugh"
- "Got To Have You"
- "Last Call"
- "Snooze You Lose"

Från Ms. Dynamites "A Little Deeper"
- "It Takes More" (Bloodshy Main Mix) - (#7 UK)
- "Brother"
- "Put Him Out" - (A Little Deeper) (#28 UK)
- "Crazy Crush"
- "Get up, Stand up"

Från Sugababes' "Angels With Dirty Faces"
- "Supernatural"

### 2001
- Infinite Mass - "She's a freak"
- Infinite Mass - "People Talk"
- Samantha Mumba - "I'm Right Here"
- Samantha Mumba - "Wow"
- Samantha Mumba - "Shuttin' You Down"
- Samantha Mumba - "You're My Boo"

- Vitamin C - "Busted"
- Vitamin C - "I Can't Say No"

- Ultra Nate - "Get It Up"
- Ultra Nate - "I Ain't Looking For Nothing"

### 1999-2000
- Morcheeba - "Be yourself" Remix
- Jay-Z - "Hard knock life" Remix